# Dan Campbell
Daniel Allen Campbell (Clifton, 13 aprile 1976) è un ex giocatore di football americano e allenatore di football americano statunitense che dal 2021 svolge il ruolo di capo-allenatore dei Detroit Lions della National Football League (NFL).

## Carriera da giocatore
Campbell fu scelto nel terzo giro del Draft NFL 1999 dai New York Giants con cui raggiunse il Super Bowl XXXV nel 2000, perso coi Baltimore Ravens. In seguito giocò con Dallas Cowboys (2003-2005), Detroit Lions (2006-2008) e New Orleans Saints con cui vinse il Super Bowl XLIV nella sua ultima stagione, trascorsa tuttavia come infortunato.

## Carriera da allenatore
Nel 2011, Campbell fu assunto come allenatore dei tight end dei Miami Dolphins. Il 5 ottobre 2015 fu nominato capo-allenatore ad interim dopo il licenziamento di Joe Philbin che aveva iniziato la stagione con un record di 1-3.

## Palmarès

### Franchigia
- Super Bowl : 1

New Orleans Saints: Super Bowl XLIV
- National Football Conference Championship: 2

New York Giants: 2000
New Orleans Saints: 2009
- NFC North division: 1

2023

## Statistiche
| Yard su ricezione      | 934 |
| Touchdown su ricezione | 11  |

## Record da allenatore
| Squadra    | Anno       | Stagione regolare | Stagione regolare | Stagione regolare | Stagione regolare | Stagione regolare  | Playoff | Playoff | Playoff                                                           |
| Squadra    | Anno       | Vinte             | Perse             | Pari              | %                 | Posizione          | Vinte   | Perse   | Risultato                                                         |
| ---------- | ---------- | ----------------- | ----------------- | ----------------- | ----------------- | ------------------ | ------- | ------- | ----------------------------------------------------------------- |
| MIA        | 2015*      | 5                 | 7                 | 0                 | .417              | 4º nella AFC East  | -       | -       | -                                                                 |
| DET        | 2021       | 3                 | 13                | 1                 | .206              | 4º nella NFC North | -       | -       | -                                                                 |
| DET        | 2022       | 9                 | 8                 | 0                 | .529              | 2º nella NFC North | -       | -       | -                                                                 |
| DET        | 2023       | 12                | 5                 | 0                 | .706              | 1° nella NFC North | 2       | 1       | Sconfitta nell'AFC Championship Game contro i San Francisco 49ers |
| Totale DET | Totale DET | 24                | 26                | 1                 | .368              |                    | 2       | 1       |                                                                   |
| Totale     | Totale     | 29                | 33                | 1                 | .380              |                    | 2       | 1       |                                                                   |

- Subentrato a stagione in corso come allenatore ad interim.